# Kaoura
Kaoura  è una città e sottoprefettura del Ciad situata nel dipartimento di Amdjarass, regione di Ennedi Est.